# Business Bay

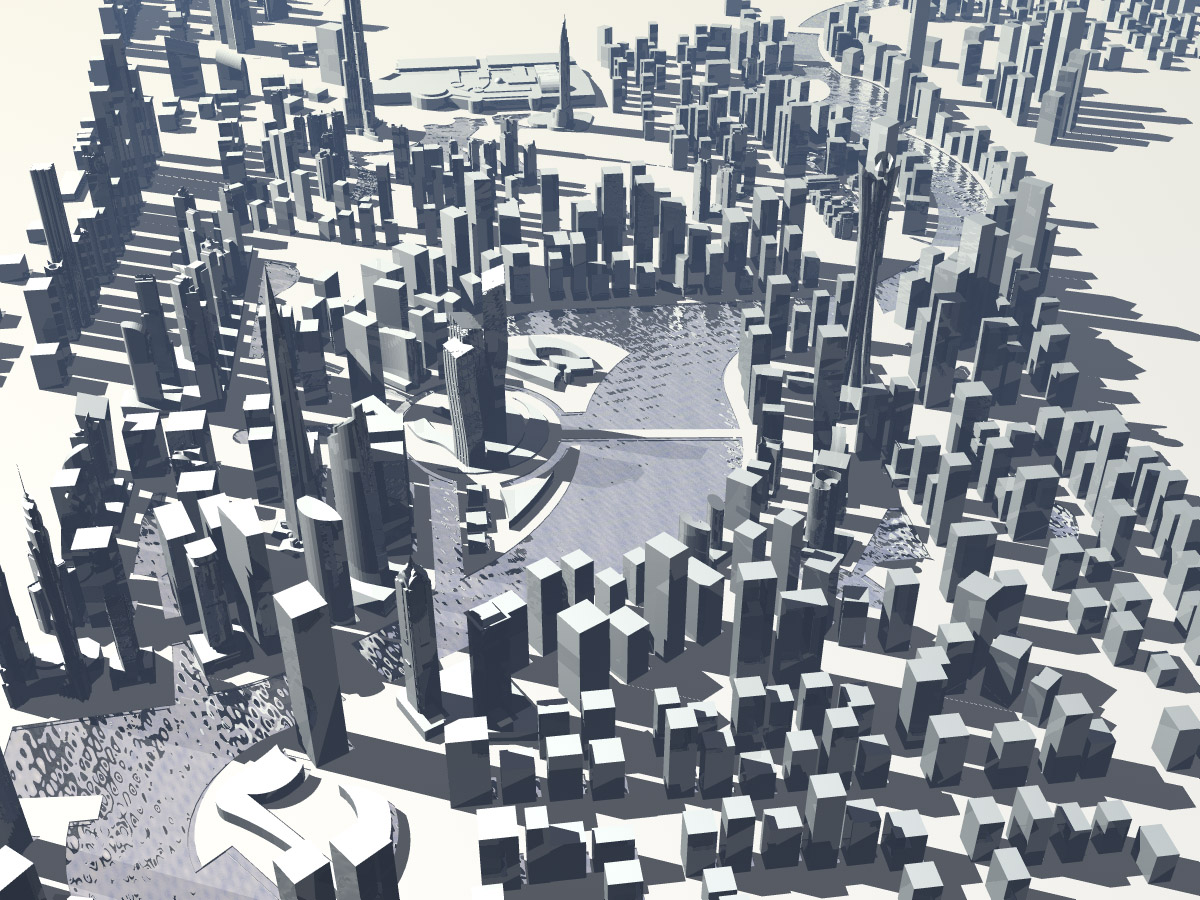
Representación artística de Business Bay visto desde arriba.

Business Bay (en árabe: الخليج التجاري‎) es un distrito central de negocios en Dubái. Business Bay, que es como una nueva ciudad dentro de la ciudad de Dubái, está situada en el centro de Dubái. Creado y planeado a lo largo de la nueva extensión de la famosa cala de Dubái, el desarrollo de la bahía de negocios se extiende desde el Ras Al Khor hasta la Sheikh Zayed Road, continuando por el Aka Dubai Canal, que comunicara el distrito de Business Bay con el golfo pérsico. El área de la Business Bay tiene una superficie de casi 20 millones de m². Este proyecto será un desarrollo de uso mixto completo y totalmente funcional. Los primeros edificios de la Business Bay se completaron en 2007, y a lo largo de los años se han ido completando grandes proyectos como las JW Marriott Marquis Dubai o las U-Bora Towers. Es un complejo que tiene capacidad para más de 250 rascacielos.
El proyecto de la Business Bay está destinado a ser un centro del comercio y los negocios a nivel mundial. Además provee las mejores instalaciones como edificios de oficinas y residenciales con magníficas vistas, un fácil acceso a través de una red de carreteras, caminos y canales fascinantes, que atienden a aquellos que buscan lujo en todos los servicios.Con todas las comodidades y las facilidades que ofrece la Business Bay, junto con su tamaño y capacidad de sedes corporativas, muchas empresas multinacionales y regionales se establecen aquí.

## Proyectos
Es un complejo que tiene capacidad para más de 250 rascacielos, atrayendo a desarrollos comerciales y residenciales. Hay más de 100 torres en el distrito de la Business Bay. Estos son algunos de los rascacielos más importantes del distrito:
- O-14
- Al Habtoor City
- Burlington Tower
- Churchill Residence
- Executive Towers
- Iris Bay
- JW Marriott Marquis Dubai
- Single Business Tower
- The Skyscraper
- The Citadel
- The Bay Gate
- Tiara United Towers
- U-Bora Towers
- Vision Tower